# Luigi Frezza
Luigi Frezza (Lanuvio, 27 de maio de 1783 - Roma, 14 de outubro de 1837) foi um cardeal italiano.

## Biografia
Nasceu em Lanuvio em 27 de maio de 1783. Filho de Giovanni Felice Frezza e Caterina Auconi.
Estudou no Collegio Romano, Roma; no Archgymnasium de Roma; e na Pontifícia Universidade Gregoriana, em Roma, onde obteve o doutorado in utroque iure , direito canônico e civil.
Ordenado em 11 de junho de 1808. Prefeito de estudos da Pontifícia Universidade Gregoriana, Roma. Consultor da SS.CC. da Propaganda Fide (setembro de 1817) e dos Assuntos Eclesiásticos Extraordinários. Ocupou por delegação o cargo de prefeito de Estudos do Collegio Romano (1822). Participou do Conclave de 1823 como conclave do Cardeal Antonio Pallotta. Consultor da Câmara Papal.
Eleito bispo de Terracina, Sezze e Piverno, em 2 de outubro de 1826. Consagrado em 19 de novembro de 1826, na igreja de S. Silvestro al Quirinale, Roma, pelo cardeal Pietro Francesco Galleffi, assistido por Pietro Caprano, arcebispo titular de Iconio, secretário da SC de Propaganda Fide, e por Giovanni Soglia Ceroni, arcebispo titular de Efeso. Promovido à sé titular da Calcedônia, em 15 de dezembro de 1828. Núncio em Nueva Granada, em dezembro de 1828. Secretário da SC Consistorial. Secretário da SC dos Assuntos Eclesiásticos Extraordinários. Secretário da SC Consistorial, a 1 de Outubro de 1831, mantendo a secretaria da SC dos Assuntos Eclesiásticos Extraordinários.
Criado cardeal e reservado in pectore no consistório de 23 de junho de 1834; publicado no consistório de 11 de julho de 1836; recebeu chapéu vermelho, 14 de julho de 1836; e o título de S. Onofrio al Gianicolo, 21 de novembro de 1836.
Morreu em Roma em 14 de outubro de 1837, Roma. Exposto na igreja de S. Marcello, Roma, e enterrado em seu título, S. Onofrio al Gianicolo. Há uma rua com o seu nome em Lanuvio.